# Кровохлёбки
Кровохлёбки, или гeматопиниды (лат. Haematopinus) — род паразитических насекомых из семейства Haematopinidae.

## Описание
Представители рода имеют пятичленистые сяжки, 8—9-членистое брюшко, голову без шееобразного сужения. Грудь явно отделена и уже брюшка. 

## Таксономия
Известно около 16 видов, паразитирующих на различных млекопитающих, преимущественно копытных. 
- Кровохлёбка свиная, или вошь свиная[1] (Н. suis) длиной от 3 до 4,5 мм, буро-жёлтого цвета. Голова очень удлинённая, край передней и задней части головы темно-бурый, брюшко буро-жёлтое, серое или бурое, широкое. Паразитирует преимущественно на задних ногах свиней.
- Кровохлёбка бычачья, или вошь овечья[1] (H. eurysternus) длиной 1,5 мм, блестящего бурого цвета. Голова короткая, спереди округленная, ширина груди больше её длины, брюшко яйцевидное, сероватое. Паразитирует на рогатом скоте, преимущественно на голове и на шее.
- Кровохлёбка собачья (H. piliferus) длиной 2 мм, голова и грудь жёлтые или буро-жёлтые, брюшко жёлто-серое или светло-жёлтое, снизу густо покрытое бледно-жёлтыми волосками.